# Tempo primo
Tempo primo (ook wel To Io of Tempo uno) is een Italiaanse muziekterm met betrekking tot het tempo waarin een stuk of passage uitgevoerd dient te worden. Deze aanwijzing wordt gegeven indien in een muziekstuk het tempo is gewijzigd en men het originele tempo van voor de wijziging weer terug moet nemen. Als bijvoorbeeld in een muziekstuk de aanwijzing Allegro wordt gegeven na een passage met een andantetempo en de uitvoerend muzikant(en) moet(en) het eerdere andantetempo weer oppakken, dan wordt de aanwijzing Tempo primo gegeven. 
Deze aanwijzing kan gemakkelijk verward worden met de aanwijzing A tempo. Deze aanwijzing wordt echter gegeven als men na een versnelling of vertraging weer terug moet naar het tempo dat gold voor de betreffende versnelling of vertraging. 